# Fokker T.VIII
Fokker T.VIII byl nizozemský dvoumotorový průzkumný a torpédový plovákový letoun vyvinutý koncem 30. let 20. století, který za druhé světové války sloužil v nizozemských, britských a německých vzdušných silách. Letoun původně vznikl na objednávku Nizozemského námořního letectva, které jej plánovalo užívat v domácích vodách i v Nizozemské východní Indii.

## Vývoj
Varianta T.VIII W/G byl středoplošník s třídílným trupem oválného průřezu, složeným ze špice z lehké slitiny, dřevěné střední části a ocasních ploch z ocelových trubek potažených plátnem.
Dvounosníkové křídlo mělo bakelitová žebra a překližkový potah.
Verze T.VIII W/M měla ocasní plochy i křídlo zkonstruovaná z lehké slitiny. Přistávací zařízení sestávalo z dvou nerezových duraluminových plováků, z nichž každý byl rozdělen na šest vodotěsných oddílů, a obsahoval pomocnou palivovou nádrž.

## Operační historie
Po prvním letu v roce 1938 byl typ zařazen do sériové výroby, a do nizozemských služeb vstoupilo jedenáct kusů. V době německého vpádu do Nizozemska bylo devět letounů evakuováno na základny ve Francii, odkud 22. června 1940 přelétly do Spojeného království, kde se staly základem 320. (nizozemské) peruti Coastal Command Royal Air Force operující z Pembroke Dock v jižním Walesu. Nedostatek náhradních dílů však znamenal, že letouny byly posléze vyřazeny. Mezitím němečtí okupanti nechali dokončit rozestavěné T.VIII ve Fokkerově továrně a po jejich testování v Travemünde je začali provozovat v Egejském a Černém moři při průzkumných, záchranných a protiponorkových operacích.
V časných hodinách 6. května 1941 čtyři muži (příslušníci Nizozemské armádní letecké brigády poručík Govert Steen a desátník Evert Willem Boomsma, technik firmy Fokker Wijbert Lindeman a poručík nizozemské armády Jan Beelaerts van Blokland) přeplavali k Fokkeru T.VIII W označenému KD+GQ, zakotvenému v přístavu Minervahaven v amsterdamské zátoce IJ. Za úsvitu se jim podařilo vzlétnout (Steen byl bývalý pilot stíhacích letounů a tento typ předtím nikdy nepilotoval) a doletět do Anglie, kde se jim podařilo vyhnout britské protiletadlové palbě a přistát v Broadstairs v Kentu. Beelaerts van Blokland a Lindeman zde vstoupili do exilové Brigády Princezny Ireny, jejímž velitelem se Beelaerts van Blokland stal během operací v Normandii, zatímco Steen se stal příslušníkem 129. peruti RAF, s níž podnikl 79 operací, předtím než byl 5. června 1942 sestřelen a zabit.

## Varianty
T.VIII W/G
Smíšená konstrukce ze dřeva a kovů. Postaveno 19 kusů.
T.VIII W/M
Celokovová konstrukce. Postaveno 12 kusů.
T.VIII W/C
Zvětšená verze s výkonnějšími motory. Pět kusů bylo objednáno Finskem, ale byly zabaveny ještě v továrně a zařazeny do služby u Luftwaffe.

## Uživatelé

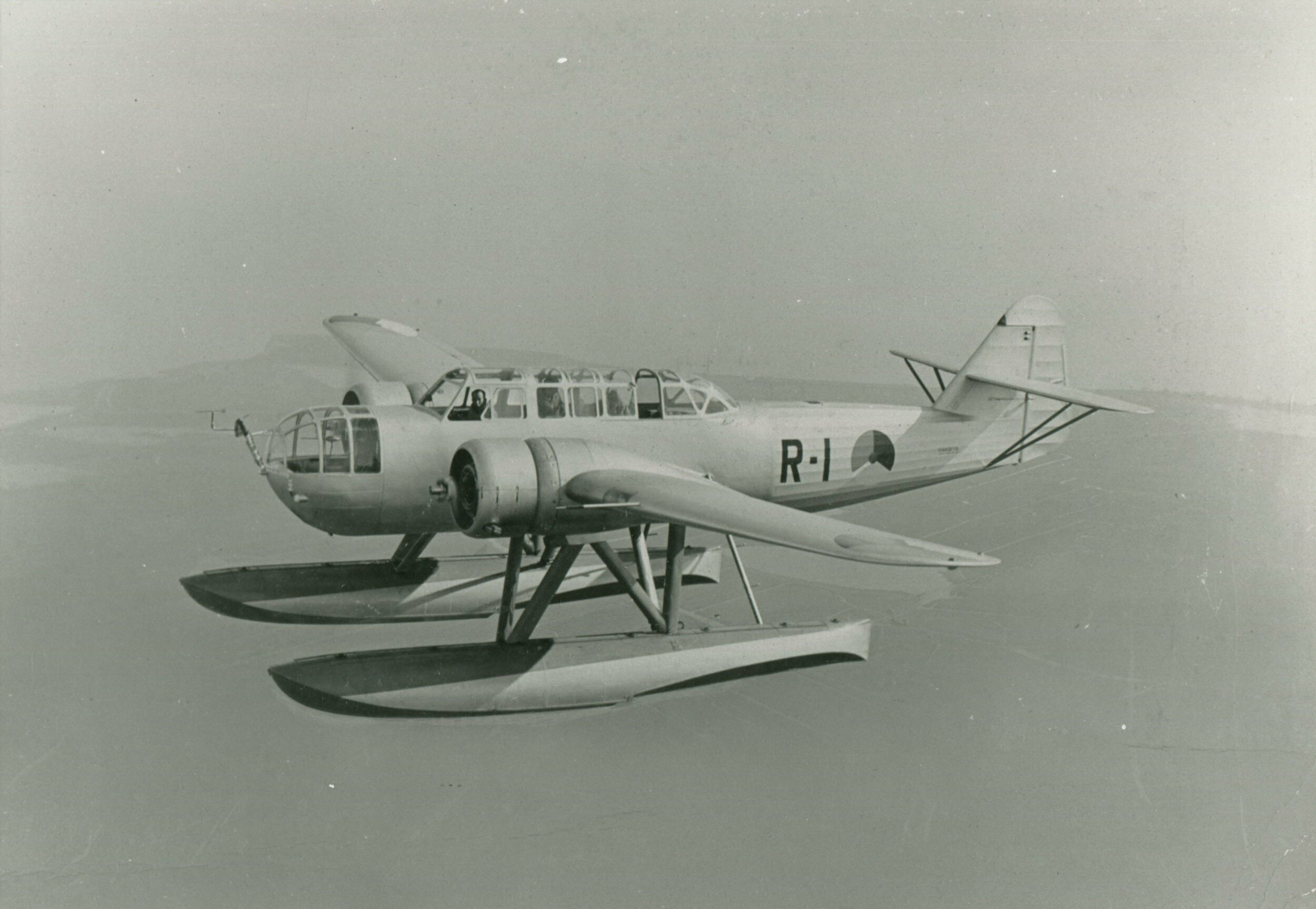
Fokker T.VIII W

- Německá říše
  - Luftwaffe
- Nizozemsko
  - Marine-Luchtvaartdienst
- Spojené království
  - Royal Air Force

## Specifikace

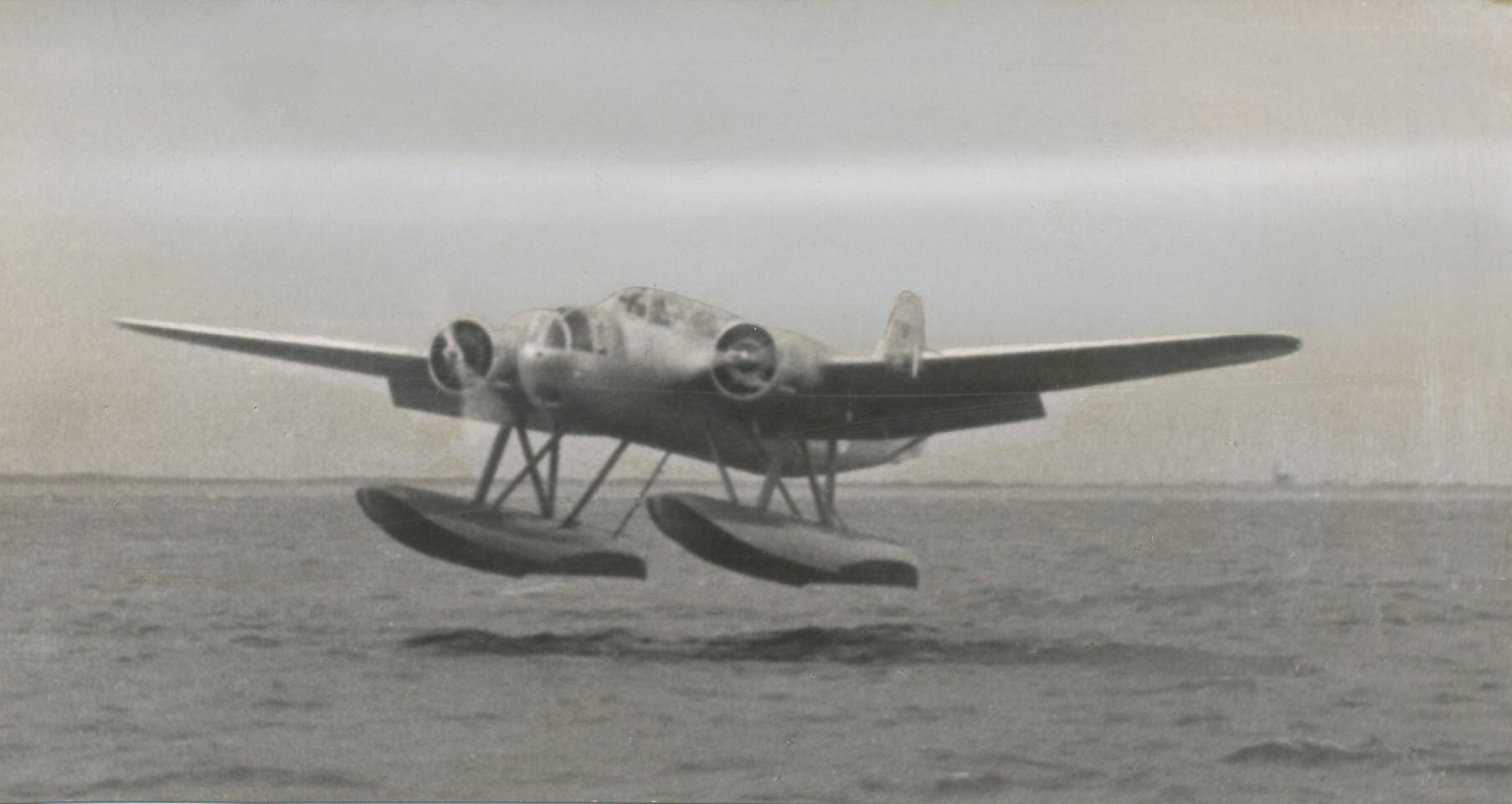
Fokker T.VIII W

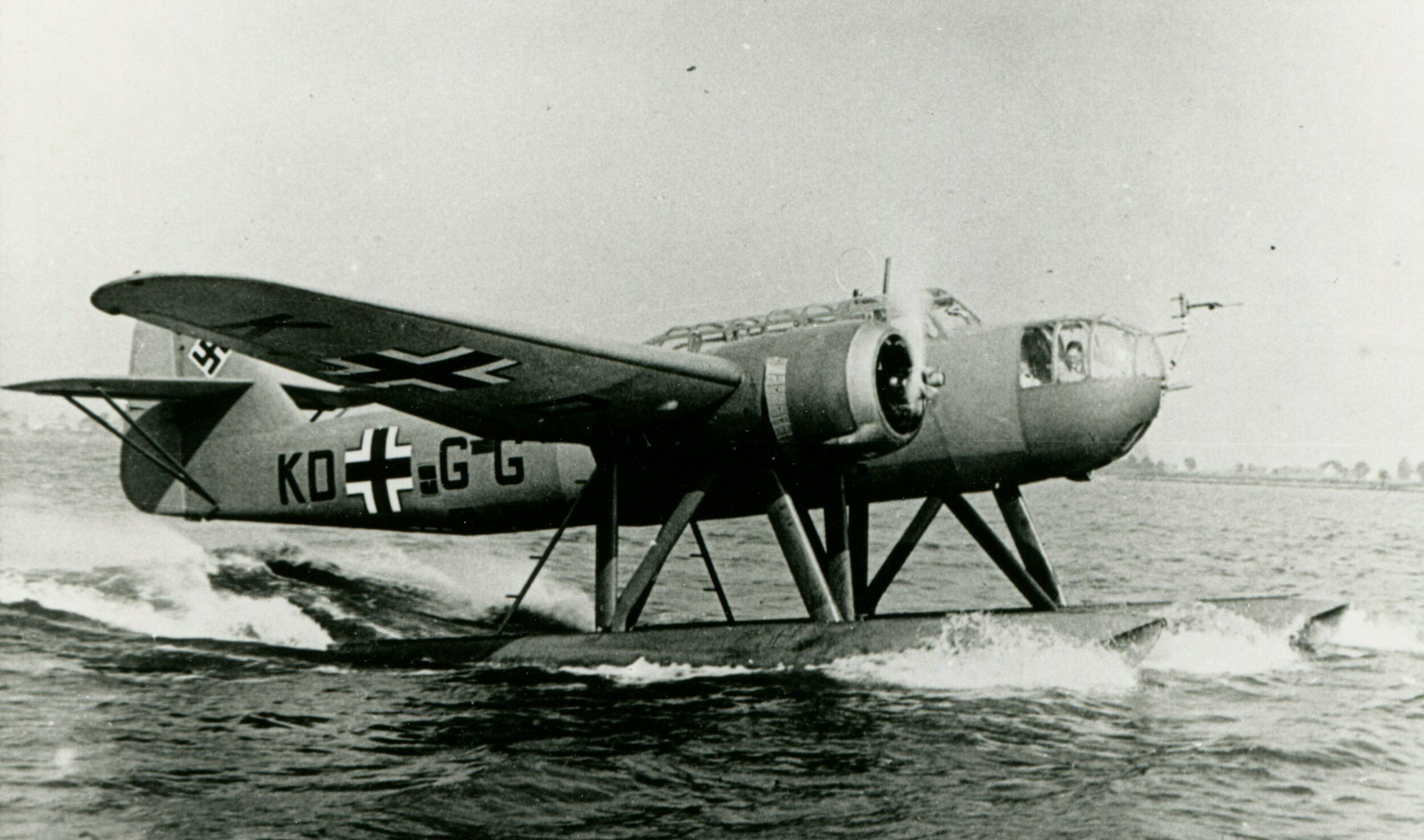
Luftwaffe Fokker T.VIII W-C (KD+GG, Luftwaffe)

Údaje platí pro variantu T.VIII W/G

### Technické údaje
- Osádka: 3 (pilot, pozorovatel-navigátor-bombometčík, radista-střelec)[1]
- Délka: 13 m
- Výška: 5 m
- Rozpětí: 18 m
- Hmotnost prázdného stroje: 3 100 kg[1]
- Vzletová hmotnost: 5 000kg
- Pohonná jednotka: 2 × vzduchem chlazený hvězdicový motor Wright R-975-E3 Whirlwind
- Výkon pohonné jednotky: 451 hp (336 kW)

### Výkony
- Maximální rychlost: 285 km/h
- Cestovní rychlost: 220 km/h[1]
- Dolet: 2 750 km
- Praktický dostup: 6 800 m[8]

### Výzbroj
- 1 × pevný kulomet FN-Browning ráže 7,92 mm[1]
- 1 × pohyblivý kulomet FN-Browning ráže 7,92 mm[1]
- torpédo nebo 600 kg pum v trupové pumovnici[1]